# شعب الدبيش (القفر)

تعديل مصدري - تعديل

شعب الدبيش محلة تابعة لقرية بيت الاديب، التابعة لعزلة بني مبارز بمديرية القفر إحدى مديريات محافظة إب في الجمهورية اليمنية، بلغ تعداد سكانها 95 حسب تعداد اليمن لعام 2004.